# Geo Vasile
Geo Vasile (n. 21 iunie 1942, București) este un italienist, critic literar, traducător și poet român.

## Biografie
A absolvit Colegiul „Sf. Sava” și apoi cursurile Universității din București, Facultatea de Limbi și Literaturi Străine, unde i-a avut ca profesori printre alte ilustre personalități pe Nina Façon, Alexandru Balaci, George Lăzărescu, Doina Derer - Condrea și pe Marco Cugno (secția italiană și română). Lucrarea sa de diplomă a fost primul studiu din lumea noastră universitară despre poezia și proza lui Cesare Pavese. A lucrat ca profesor de țară (1967-1971), bibliotecar la serviciul de schimburi internaționale al Bibliotecii Naționale (1971-1990), după 1990 redactor de pagină culturală la cotidianul Dimineața și apoi la săptămânalul Baricada (1991-1996); în prezent colaborează la câteva reviste literare, între care Luceafărul de dimineață, România literară, Hyperyon etc. Debutul editorial: un volum de versuri de Mimmo Morina, Insula regăsită, traducere din limba italiană, cuvânt înainte de Marin Sorescu (1987).

## Opera: eseistică, critică literară, beletristică (2001-2023)
- Pluralul românesc/Cartea cu prețul vieții (2001)
- Poezia română între milenii. Dicționar de autori, Cluj-Napoca, Editura Dacia, 2002
- Proza românească între milenii. Dicționar de autori, 2001
- Lumea în 80 de cărți. Dicționar de literatură străină, București, Editura Libra,2003
- Romanul sau viața. Prozatori europeni, București, Editura MLR, 2007
- Epica analitică, personaje în filigran (2008)
- De veghe în lanul de proză. De la Mircea Eliade la Mircea Cărtărescu, Ed. Lumen, 2009
- Conflueze letterarie italo-romene. Confluențe literare italo-române,Poggio Reale,Edizioni del Poggio, 2009, 312 p.
- Profili letterari italo-romeni. Profiluri literare italo-române, Iași, Editura PrincepsEdit, 2010, 456 p.
- Poezie română contemporană. Mărci Stilistice,Iași, Editura Junimea, 2010, 184 p.
- Repere perene în poezia română. Eseuri și texte în română și în italiană. Il fior fiore della poesia romena Saggi e testi  romeno e italiano, Editrice Falvision, Bari, 2017, 305 p
- Europa în cincizeci de romane (Iași, Editura Institul European, 2010, 284 p.
- Fără menajamente. Critici, istorici literari și eseiști români, Iași, Institutul European, 2012, 223 p.
- Lecturi în filigran. Prozatori români de raftul întâi, București, EuroPress, 215 p., 2017, cu o postfață a autorului
- Poeți reprezentativi ai postmodernității. De la Plumb (George Bacovia) la Gustul cireșelor (Ștefan Manasia), București, Editura Eikon, 2018, 303 p.
- Epica Universalis. Filoane narative intramilenare, București, Ed. Eikon, 2018, 398 p.
- Critici și Eseiști români.despre Calea, adevărul și viața cărților, Editura Eikon, Rucurești, 2023, 295 p.

### Poezie originală - ediții bilingve (2010 - 2023)
- Nimfe & Kimere. Ninfe & Kimere Testi poetici originali, debut, edzione bilingue, Iași, PrincepsEdit, 2010, 114 p.
- Psico@terra.pia Testi poetici originali, edizione bilingue, Lietocolle, 2012
- Poezii cu efect sigur. Poesie ad effetto sicuro.Testi poetici originali, ediție bilingvă, Ed. Inspirescu, 2014
- Scurtcircuit.Cortocircuito, testi poetici originali, edizione bilingue, prefazione di Enzo Rega, Edizioni del Poggio, 2015
- Hotelul Argonauților. Albergo degli argonauti, testi poetici originali, edizione bilingue, Editura Charmides, 2016, 142 p
- Evagatio mentis Capricii în versuri. Capricci in versi, Ediție bilingvă, Edizioni Aracne, Roma, 2017, 170 p.
- Sistola clipei. Sistole dell'istante. Ediție bilingvă, cuvânt de întâmpinare de ION CRISTOFOR, Ed. Grinta, Cluj-Napoca, 2017, 163 p..
- Oniroamniotice. Versuri. Oniroamniotici. Versi, Ed, Colorama, Cluj-Napoca, 2018
- Inna. Viața&Opera, Vita&Opera, silloge bilingue, Edizioni Aracne, Roma, 132 p. 2018
- Innamoramento. Scheda Clinica, silloge bilingue, Falvision Editrice, 127 p., 2018
- Delir cu taxă inversă. Delirio a tassa inversa. Editura Creator, Brașov, 2020, 90 p.
- Madonizând. Angelizzando, Cartea Românească Educațional, Iași,2020,, 148 p.
- Trinity.Poeme de dor, dolor doloris, Ed, Eikon,București,  2023, 181.

## Opere literare italiene traduse în limba română (2002-2018)
.Debut editorial: Mimmo Morina, Insula regăsită, poezii, Ed. Univers, București, 1987, Cuvânt înainte: Marin Sorescu
- Domenico Maria Morina Argonauții din strada Telegrafului, Editura Eminescu, 2002
- Italo Calvino Palomar, Iubiri dificile (Palomar, Amori difficili): volume de proză, Editura Polirom, 2004
- Monaldi & Sorti: Imprimatur: roman, București, Editura Humanitas, 2004
- Claudio Gatti. Prevestirea, Editura Polirom, 2005
- Umberto Eco: Cinci scrieri morale, eseu, Editura Humanitas, 2005.
- Înainte ca racul. Războaie calde și populism mediatic (A passo di gambero. Guerre calde e populismo mediatico), Editura Rao, 2007.
- Giovanni Sartori. Ce facem cu străinii? (Pluralismo,   multiculturalismo e estranei),eseu, Editura Humanitas, 2007
- Giuseppe Bonaviri: Tremolar di carrubo . Freamăt de roșcov, antologie poetică bilingvă cu o prefață a traducătorului și un Post Scriptum („Sudul”) de Ioan Flora, Editura Muzeul Literaturii Române, 2005.
- Paolo Ruffilli: Lo stato di disgrazia.Starea de dizgrație, poezie, ediție bilingvă, Constanța, Editura Ex Ponto, 2004;
- Camera oscura (Camera obscură), poezie, ediție bilingvă, cu o postfață de Giovanni Raboni, Editura EuroPress Group, 2007;
- Lacătul pe inimă (Preparativi per la partenza): antologie de proză scurtă, postfață de G.V., Editura Vivaldi, 2006;
- Încăperile cerului (Le stanze del cielo), poezie, prefață de Alfredo Giuliani, Iași, Editura Princeps, 2008;
- Jurnal de Normandia. Diario di Normandia, poezie, postfață de Patrizia Garofalo, Iași, Editura Princeps, 2009, Affari di cuore. Paolo ₰,Francesca, ediție bilingvă, Editura Institutul European, Iași, 2013;
- Marino Piazzolla I Fiori del dolore. Florile durerii, antologie poetică bilingvă, Fermenti Editrice, Roma 2008.
- Marco Salvador. Longobardul (Il longobardo): roman, Editura Polirom, 2008
- Giovannino Guareschi: Don Camillo, roman, București, Editura Vellant, 2008
- Paola Jacobbi. Vreau pantofii ăștia, (Voglio quelle scarpe!, eseu, Editura Humanitas, 2008
- Tiziano Scarpa. Venezia e un pește. Un alt fel de ghid (Venezia è un pesce), Editura Tritonic, 2009
- Gianni Riotta. Prințul norilor, (Principe delle nuvole) roman, Editura Rao, 2009
- Tiziano Scarpa.  Stabat mater. Roman. (premio Strega, 2009), Constanța, Editura Ex Ponto, 2010
- Mario Luzi. Conoscenza per ardore. Cunoaștere prin ardoare Antologie poetică italo-română, Iași, Feed Back, 2010
- Mauro Raccasi. Domnia lui Conan.  Polirom, 2010
- Domenico Pisana.Acel Nobel venit din Sud. Salvatore Quasimodo între glorie și uitare. Monografie critică. Iași,Junimea, 2011
- Senso e salvezza. Sentiment și mântuire. Antologia bilingue, poeti di Akkuaria, Catania, 2011
- Fra inferno e paradiso. Între infern și paradis. Antologia bilingue, poeti di Akkuaria, Catania, 2011
- Delirai, imperfetta, su scale. Am delirat, imperfectă, pe scări. Da Arturo Onofri a Donatella Bisutti. De la Arturo Onofri la Donatella Bisutti . Antologia di poesia italiana moderna e contemporanea con testo a fronte, corredata di dati bio-bibliografici e un ampio studio introduttivo, Iași, Editura Contact International, 2011
- Dante Maffìa. Romanul lui Tommaso Campanella, Ed.Institul European, 2012, 273 p.
- Antonio Spagnuolo. In memoria di Elena. În amintirea Elenei. Versuri.Versi. Edizione bilingue, prefazione di Enzo Rega, Iași, Editura Contact International, 2014
- Mario Luzi. Da un'oscurità raggiante.Dintr-o obscuritate radioasă. A cura di Geo Vasile: Breve florilegio bilingue e versione romena di Geo Vasile. Prefazione di Emiliano Ventura. Postfazione di Geo Vasile Collana diretta da Matia Leombruno.Fondazione Mario Luzi Editore. Roma, 2016, 171 p.
- Mario Luzi.Presagio del miracolo. Prevestirea miracolului Edizione bilingue italo-romena, VitalPrevent Edit, România, 2016, 153 p.
- Valeria Di Felice. Attese. Așteptări. Edizione bilingue italo-romena e postfazione a cura di Geo Vasile, VitalPreventEdit, România, 2016, 86 p.
- Mario Luzi. Il  battesimo dei nostri frammenti. Botezul fragmentelor noastre. Ediție bilingvă,  Editura Grinta, Cluj-Napoca 2018, 153 p. Eseu introductiv de Geo Vasile și Postfață de Emiliano Ventura
- Paolo Ruffilli. Affari di cuore. Canțonierul inimii, Ediție bilingvă, Editura Grinta, Cluj-Napoca, 2018,
- Dante Alighieri. Divina Commedia. Ediție bilingvă. Infernul. Purgatoriul. Paradisul, prefețe, note de subsol, Ed. Cartea Românească Educational, Iași, 2021. 3 vol,
- DANTE ALIGHIERI. Infernul. Purgatoriul. Paradisul, versiune în limba română, prefete, note de subsol, Ed. Eikon, București, 2022, 3 vol
- DANTE ALIGHIERI INFERNUL.PURGATORIUL.PARADISUL, versiune în limba română, prefețe. note de subsol, Aracne Editrice, Roma, 2023, 3 vol.

### Poeți români traduși în limba italiană ( 1989 - 2024)
Mihai Eminescu. Fiore azzurro, prefață de Zoe Dumitrescu-Bușulenga, Ed. Minerva, București, 1989            
Între 2000 și 2015 a publicat ediții bilingve, româno-italiene, apărute în România și în Italia, din operele unor poeți români:       
- Mihai Eminescu Din valurile vremii/Dall'onde degli evi, Iași, Editura Institutul European, 2008, 384 p.;
- Mihai Eminescu.Iperione.Poesie scelte, postfazione di Fulvio del Fabbro, Roma, Fermenti Editrice, 2008, 200 p.
- Mihai Eminescu. Răsai asupra mea. Spunta sopra di me. Eminesciana bibliofil. Versione italiana, antologia critica, prefață și postfață Geo Vasile, Editura Junimea, Iași, 2016, 218 p.
- Mihai Eminescu.Luceafărul.Espero. Poezii alese. Poesie scelte. A cura di Geo Vasile, FaLvision Editore, Bari, 2016, 293 p., colecția Polychromos
- Mihai Eminescu. Luceafărul. Espero. Edizione bilingue, 308 p. Editura Grinta, Cluj-Napoca, 2020
- George Bacovia.  Cu voi.Con voi, București, Editura Ideea Europeană, 2007, 213 p.;
- George Bacovia. Plumb.Piombo. Edizion bilingue a cura di Geo Vasile, Roma, Fermenti Editrice, 120 p., 2008,
- George Bacovia. Gaudeamus. Florilegio biliingue e introduzione a  cura di Geo Vasile, Collana Il Gabbiere, DI FELICE EDIZIONI, Martinsicuro, 2015, 200 p.
- Gellu Naum. Selecția de versuri din aproape toate volumele poetului, intitulată A cincea esență . La quinta essenza, apărută sub forma unei antologii bilingve la Editing Edizioni, Treviso, 2006, 312 p., prilejuiește publicului italian prima întâlnire cu cel mai important exponent al suprarealismului românesc. Volumul a fost expus la Fiera Internazionale del Libro, Torino, ediția 2007. S-a clasat printre cărțile finaliste la Premiul Grinzane Cavour,secția traducere a unei opere străine în italiană (2007), premiul Ungaretti, Premio Europeo ediția 2007;  a fost distins cu Premiul Special Tronto (Ascoli Piceno) pentru Traducere 2008 (informații furnizate de scriitorul Paolo Ruffilli). A fost lansat în iunie 2009 la Institutul Român de Cultură și Cercetare Umanistă din Veneția în prezența traducătorului; intervenții critice: prof. univ. Silvana Tamiozzo și criticul Nicola Cecconi.
- Gellu Naum Gramatica labirintului. La Grammatica del labirinto, Editura EX PONTO, Constanța, 2008
- Daniel Corbu  Evanghelia după Corbu. Il Vangelo secondo Corbu este o antologie bilingvă româno-italiană, o selecție operată și prefațată de traducător din opera poetică a scriitorului și editorului Daniel Corbu. Cartea a apărut spre sfârșitul anului 2009 la Iași, PrincepsEdit.
- Eugenia Bulat În debara. Al doilea jurnal al unui evadat din Est. Nello sgabuzzino. Il secondo diario di una latitante dell'Est, Ed. Gunivas, Chișinău, 2010
- Atroce seninătate. Atroce serenità. Da Eminescu a la Cristian Popescu. Florilegio di poesia romena con testo a fronte. Edizioni Akkuaria, Catania, 2012.
- Rezistențe arse. Resistenze bruciate. Da Angela Marinescu a Linda Maria Baros. Florilegio di poesia romena con testo a fronte. Edizioni Akkuaria, Catania, 2012.
- Poeti romeni al bivio: continuità e rottura. Saggi e breve antologia bilingue, 2012, 180 p.
- Liviu Pendefunda Crucea intrandafirata/ Croce della rosa rossa, editie bilingva si prefata de Geo Vasile, Contact international 2012
- L'alveare d'oro dell'invisibile da Mihai Eminescu a Elleny Pendefunda, Saggi e antologia bilingue a cura di Geo Vasile, Ed. Contact international, Iași 2013
- Maria Calciu . Attra-verso il caos. TracusArte, 2013
- Geo Vasile.  Poesia romena. Sogno.Suono. Segno. Saggi e antologia bilingue di testi,(da Eminescu a Miruna Vlada),Revisione poetica di Patrizia Garofalo, Edizioni del Foglio, 616 p, 2014
- Valeriu Armeanu. Elegii. Elegie, testi poetici originali, Edizione bilingue, Edizione del Poggio, nota critica di Adriana Gloria Marigo e postfazione di Geo Vasile, 2015, 233p.
- ION VINEA: Opale e Rogo. Opale e Rogo,Edizione bilingue a cura di Geo Vasile, FaLvision Editore, 147 p., 2014
- Geo Vasile. Te rog Beatrice. UNA STORIA SOGGETIVA DELLA POESIA ROMENA. Ti prego Beatrice, Saggi e antologia bilingue, Editura Tracus Arte, 515 p., 2015
- Victor Munteanu. Paznic la moara de vânt.Guardiano del mulino a vento, Edizioni Di Felice, Martinsicuro, 200 p. 2017
- REPERE PERENE ÎN POEZIA ROMÂNĂ.IL FIOR FIORE DELLA POESIA ROMENA.Profiluri bibliocritice și texte poetice. Profili bibliocritici e testi poetici. A cura di Geo Vasile, FaLvision Editore, Bari, 2017, 304 p
- Ion Deaconescu. Ultima aripă. poezii. Ultima ala, Editura Europa, CRaiova, 2018
- .Lucian Blaga LA LUCE DELL'EMPIREO, edizione bilingue romeno-italiana, prefazione e bibliografia, Bonaccorso Editore, Verona, 2024

## Afilieri
- Membru din 1994 al Uniunii Scriitorilor din România

## Premii, diplome, distincții
- Premiul pentru traducere din română în limbi străine (Asociația Scriitorilor București, 2000)
- Premiul pentru debut cu eseu (Colocviile tomitane, Constanța,2002)
- Premiul special Salonul Internațional de carte (Oradea, 2002)
- Premiul FIRI (Forumul Intelectualilor Români din Italia) pentru promovarea culturii române în Italia, Roma, noiembrie, 2008
- Premiul pentru traduceri al revistei "Convorbiri Literare", ediția a XIII-a, Iași, 2009
- Medaglia della città di Venezia per l'attività nei rapporti culturali e di amicizia tra l'Italia e la Romania, Venezia, 2009
- Premiul traduceri din literatura universală: romanul "Longobardul" de Marco Salvador(Asociația Scriitorilor din București, 2009)
- Trofeul de cristal AKKUARIA NEL MONDO e il titolo di Ambasciatore dell'Akkuaria in Romania, Catania, 2011
- Diploma omaggiale della città di Modica, luogo natìo del Premio Nobel per la Letteratura Salvatore Quasimodo, Modica, 2011
- Medaglione Caffé letterario Salvatore Quasimodo, omaggio al critico letterario e poeta rumeno Geo Vasile, Modica, 2011
- Premiul pentru traducerea și promovarea în străinătate a operei eminesciene, Memorialul Ipotești, 2012
- Premiul USR pentru întreaga activitate literara, 2012
- Premiul pentru traducere și promovare a operei eminesciene în străinătate, ediția 2012, pentru întreaga activitate de traducător din opera eminesciană, Ipotești, iunie 2012
- Premiul Lapis Philosophorum al revistei Contact international 2012
- Diplomă de excelență pentru activitatea prodigioasă pusă în slujba comunității românești din Italia, pentru merite deosebite în susținera și promovarea valorilor culturale și pentru contribuția adusă la intensificarea schimburilor culturale româno-italiene, Consulatul Onorific al României la Brescia, 2 mai 2013
- Premio di poesia e prosa Lorenzo Montano - 27 edizione (2013)MENZIONE PER RACCOLTA INEDITA Psico@terra.pia
- Ordinul STELLA D'ITALIA și diploma aferentă acordate prin decret semnat de președintele Italiei Giorgio Napolitano pentru merite în promovarea limbii și literaturii italiene în România, iunie 2013C
- Acordarea titlului și legitimației de Consilier onorific al Cameratei dei Poeti, Florența, septembrie. 2014
- Premi Internazionali Flaiano : Premio di italianistica Flaiano, Pescara, 3 dicembre 2014
- Trofeul și Medalia de Aur decernate în cadrul Festivalului Internațional de Poezie al Academiei Internaționale "Mihai Eminescu", septembrie 2017
- ORDINUL NAȚIONAL "PENTRU MERIT" IN GRAD DE CAVALER, PLUS MEDALIA AFERENTĂ, DECERNAT DE PREȘEDINTELE ROMÂNIEI KLAUS WERNER JOHANNIS, 13. ianuarie, 2022

## Imagini

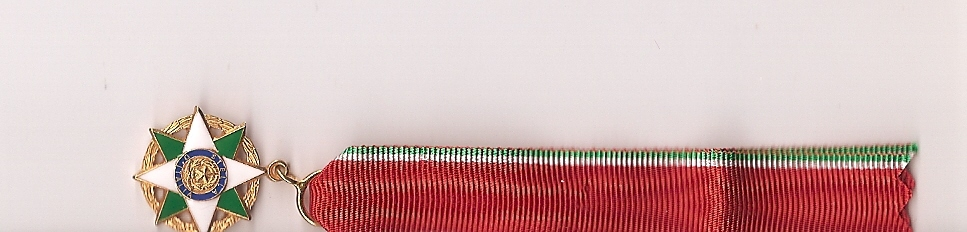
STELLA D'ITALIA
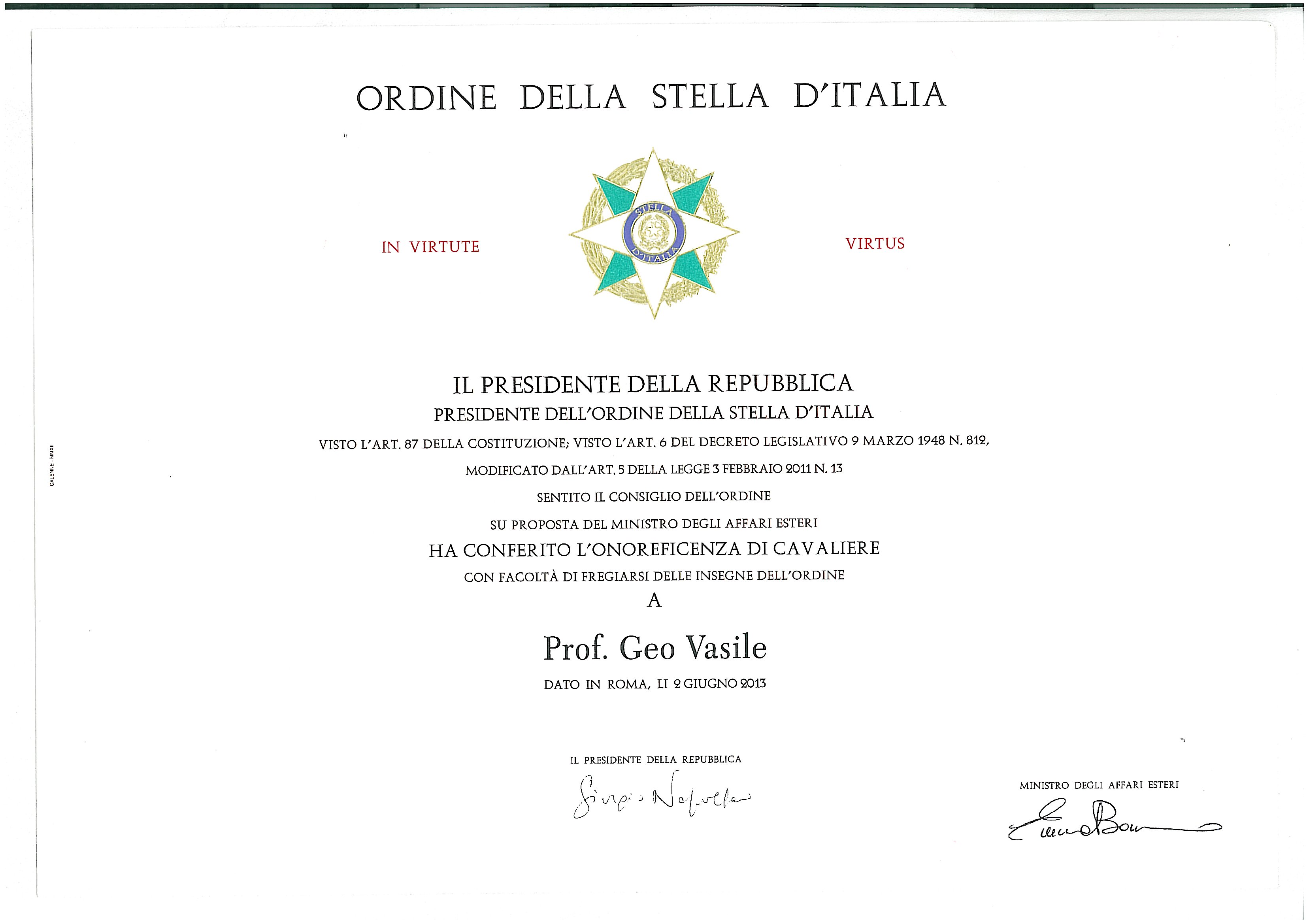
didascalia
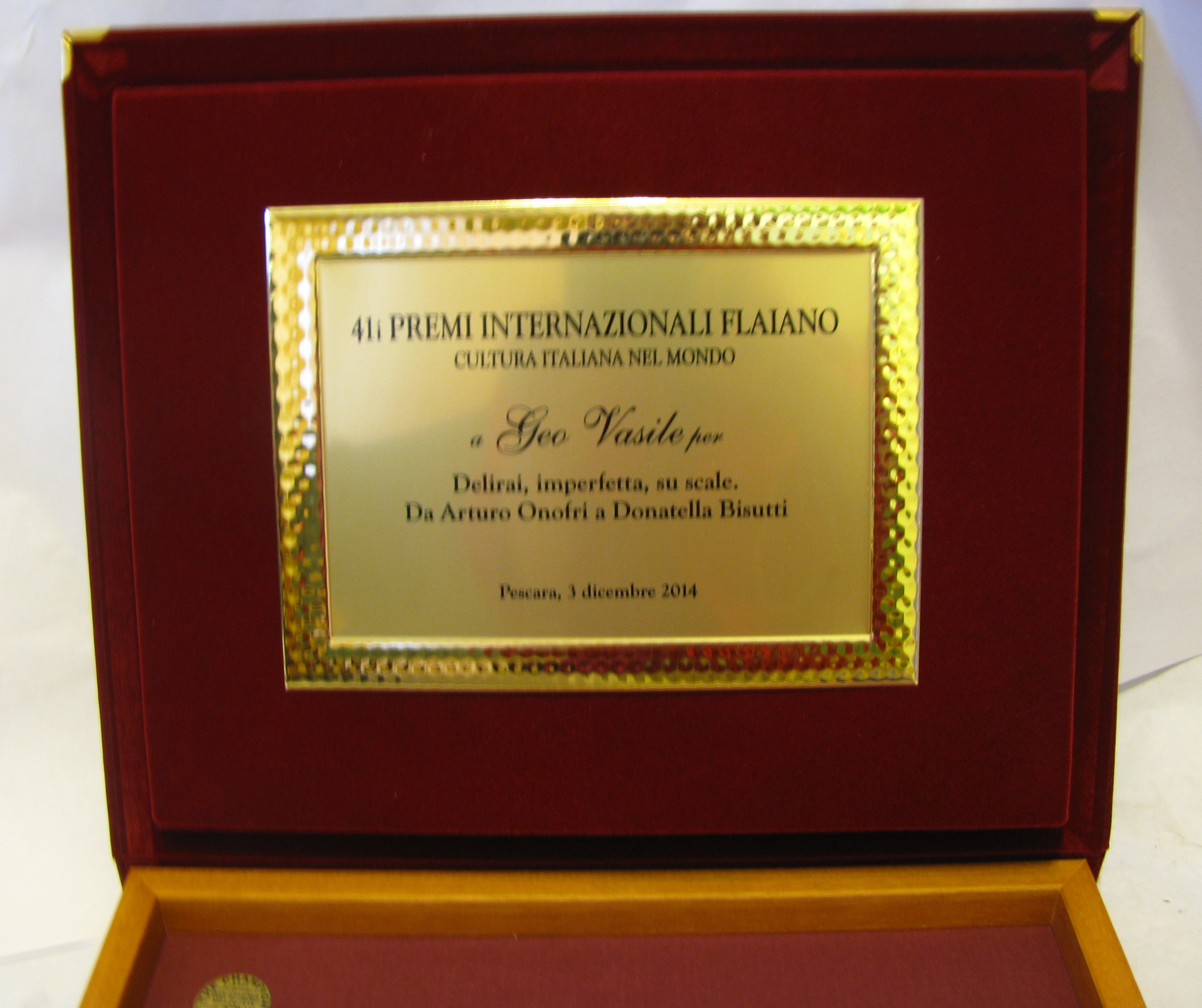
Placheta
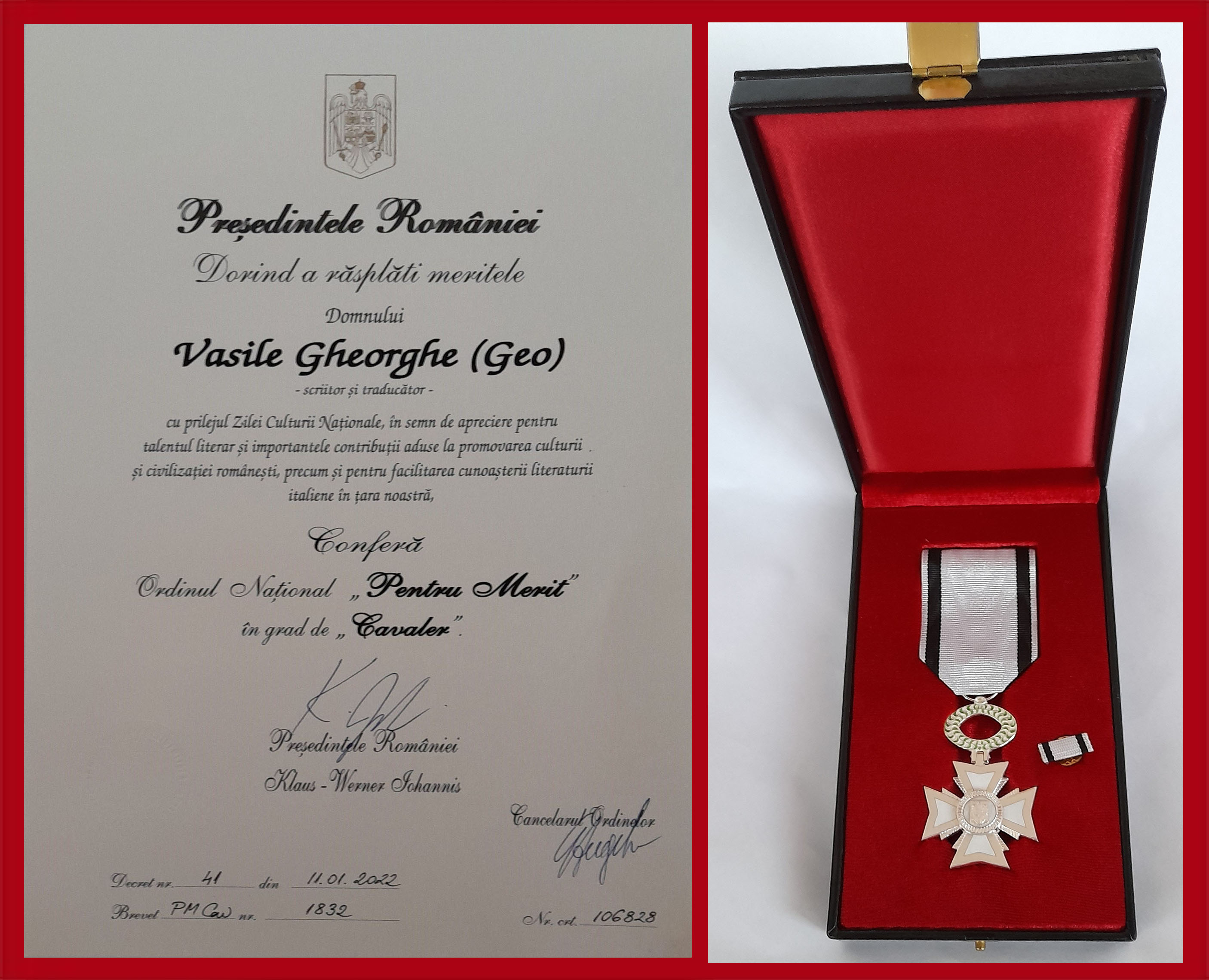
ORDINUL NAȚIONAL PENTRU MERIT ȘI MEDALIA AFERENTĂ 13 Ianuarie 2022